# Ludovic al II-lea al Franței
Ludovic al II-lea cel Gângav (fr. Louis II le Bègue), (n. 1 noiembrie 846 d.Hr. – d. 10 aprilie 879 d.Hr., Compiègne, Picardie⁠(d), Franța) a fost regele Franței între 877–879, conte de Autun între 866–867, precum și rege al Aquitaniei între 867–879.
Ludovic a fost fiul lui Carol cel Pleșuv și al Ermentrudei de Orléans. În 867, sub domnia tatălui său, este încoronat rege al Aquitaniei. Când în anul 875 tatăl său a devenit împărat al Sfântului Imperiu Roman, a plecat să apere Italia și l-a lăsat pe Ludovic regent sub tutela clerului și ai foștilor săi miniștri.
La moartea tatălui său, aceștia îl silesc pe Ludovic să le recunoască dreptul de a numi primii pe rege și îl încoronează cu condiția să le respecte privilegiile. În această situație Ludovic nu a avut prea multa influență politică. Sperând să schimbe starea de lucruri și sa-și poată numi oamenii lui în funcțiile regatului, el a slăbit coroana împărțind diferite posesiuni cu scopul de a-și atrage susținători.
Ludovic, se căsătorește în 862 cu Ansgarde de Bourgogne, sora lui Eudes, conte de Burgundia, unul din marii feudali ai regatului, apoi, după moartea acesteia, în 878 cu Adélaïde de Frioul.
Având o sănătate șubredă Ludovic nu i-a supraviețuit tatălui său decât doi ani, murind într-o campanie de reprimare a unei revolte a lui Bertrand, ducele de Septimania. După moartea sa regatul este împărțit între cei doi fii ai săi, Ludovic și Carloman.
1. 1 2 3 4 5 6  La Préhistoire des Capétiens[*], p. 313-315 Verificați valoarea |titlelink= (ajutor)
2. 1 2 3 4 5  Kindred Britain
3. 1 2 3 4 5 6 7 8 9 10 11 12  La Préhistoire des Capétiens[*], p. 308-313 Verificați valoarea |titlelink= (ajutor)
4. 1 2  La Préhistoire des Capétiens[*], p. 39 Verificați valoarea |titlelink= (ajutor)